# Saint-Jean-de-Belleville
Saint-Jean-de-Belleville foi uma comuna francesa na região administrativa de Auvérnia-Ródano-Alpes, no departamento de Saboia. Estendia-se por uma área de 59,6 quilômetros quadrados. Em 2010 a comuna tinha 559 habitantes (densidade: 9,4 hab./km²).
Em 1 de janeiro de 2019, foi incorporada a comuna de Les Belleville.